# Aleksey Vladimirovich Batalov
Aleksey Vladimirovich Batalov (tiếng Nga: Алексей Владимирович Баталов; 20 tháng 11 năm 1928 — 15 tháng 6 năm 2017) là một nhà làm phim nổi tiếng người Nga.

## Phim đã tham gia

### Diễn viên
- Zoya (1944)
- Một gia đình lớn (1954)
- Người mẹ (1955)
- The Rumyantsev Case (1955)
- Khi đàn sếu bay qua (1957)
- Người đàn bà với con chó nhỏ (1960)
- Chín ngày trong một năm (1962)
- Ngày hạnh phúc (1963)
- The Seventh Companion (1968)
- Chạy trốn (1970)
- A Very English Murder (1974)
- Ngôi sao hạnh phúc tuyệt vời (1975)
- Moskva không tin những giọt nước mắt (1979)
- Pokhorony Stalina (1990)

### Đạo diễn
- Chiếc áo khoác (1959)
- Ba ông béo (1966)
- The Gambler (1972)

### Lồng tiếng
- Chú nhím trong sương (1975)
- The Adventures of Scamper the Penguin (1988)